# والتر مومپر
والتر مومپر (انگلیسی: Walter Momper؛ زادهٔ ۲۱ فوریهٔ ۱۹۴۵) یک سیاست‌مدار اهل آلمان است.